# Helena Zengel
Helena Zengel (* 10. Juni 2008 i Berlin) er en tysk skuespiller.

## Liv
Helena Zengel bor i Berlin og begyndte at optræde som femårig.  2016 fik hun sin første rolle i  dramafilmen 'Looping' (2016), hvor hun spillede rollen som Lilly. Filmen følger tre kvinder, der ender på en psykiatrisk klinik på jagt efter tryghed. Som om otteårig fik hun sin første hovedrolle i den tyske spillefilm Mascha Schilinskis datter fra 2017.
Helena kom i gang med skuespil gennem en ven af sin mor, som ejede og drev et skuespillerbureau, som hjalp hende med at sikre sig mindre roller i få film og tv-shows. 
Helena Zengel begyndte sin skuespillerkarriere i en alder af fem, da hun optrådte som en lille pige i musikvideoen til sangen "Streets" af Berlin Alternative rockbandet Abby. Derefter medvirkede hun i adskillige projekter af filmskoleelever.
Som otteårig fik hun sin første hovedrolle i den tyske spillefilm Die Tochter som Mascha Schilinskis datter fra 2017.
I spillefilmen Systembryder af Nora Fingscheidt, som havde premiere ved Berlinalen i februar 2019, spiller hun den ni-årige Benni, som har adfærdsproblemer.Som Bennie fik hun den tyske filmpris for bedste kvindelige hovedrolle i 2020.
2020 spillede hun hovedrollen som den tiårige Johanna i den amerikanske film Western News from the World. Tom Hanks spillede rollen som borgerkrigsveteranen Kyle Kidd. Kidd opdager en ung pige ved navn Johanna, som blev stjålet af Kiowa, en indianerstamme, som spæd. Derefter påtager han sig ansvaret for at tage Johanna med til hendes efterladte familie. Rollen som det traumatiseret barn, gav hende en nominering for bedste kvindelige birolle ved Golden Globe Awards 2021. 

## Filmografi
| År   | Titel                                    | Rolle                    | Noter                           |
| ---- | ---------------------------------------- | ------------------------ | ------------------------------- |
| 2014 | Spreewaldkrimi: Mörderische Hitze        | Johanna                  | TV film                         |
| 2016 | Looping                                  | Lilly                    |                                 |
| 2016 | Die Spezialisten – Im Namen der Opfer    | Anja Rothmann            | TV serie, episode Flowerpower   |
| 2017 | Die Spezialisten – Im Namen der Opfer    | Lily Weyer               | TV serie, episode Sommermärchen |
| 2017 | Der gute Bulle                           | Fabienne                 | TV film                         |
| 2017 | Die Tochter                              | Luca                     |                                 |
| 2019 | Systembryder                             | Bernadette “Benni” Klaaß |                                 |
| 2019 | Inga Lindström: Familienfest in Sommerby | Mila                     | TV film                         |
| 2020 | News from the World.                     | Johanna Leonberger       | Hovedrolle, International debut |